# Hollyhock House
Het Aline Barnsdall Hollyhock House is een woning in Little Armenia, een wijk in Los Angeles, Californië. De woning - gebouwd tussen 1919 en 1921 - werd ontworpen door Frank Lloyd Wright als residentie voor de erfgename van een groot olie-imperium, Aline Barnsdall. Momenteel is het gebouw het sluitstuk voor het Barnsdall Art Park. Sinds 2019 staat het gebouw (samen met 7 andere bouwwerken van Wright) als onderdeel en voorbeeld van de 20e-eeuwse architectuur van Frank Lloyd Wright op de Unesco-Werelderfgoedlijst.

## Geschiedenis
De oorspronkelijke bedoeling van de eigenares was om de woning deel te laten uitmaken van een kunsten- en theatercomplex op Olive Hill. Helaas werd dit project nooit ten uitvoer gebracht. Het Hollyhock House was Wrights tweede project in Californië, hoewel Wright niet in staat was om nauw toe te zien op de constructie en het ontwerpproces door zijn verantwoordelijkheid met betrekking tot het Imperial Hotel in Tokio. Hij delegeerde veel van zijn verantwoordelijkheden aan Rudolph Schindler, zijn assistent, en zijn zoon Lloyd Wright.
In 1927 schonk Aline Barnsdall de woning aan de stad Los Angeles. De kosten voor onderhoud en reparatie liepen te hoog op. Tot 1974 werd de woning gebruikt als kunstgalerij en dienstencentrum. Nadien werd duidelijk dat de woning aan restauratie toe was. In 1994 werd de woning zwaar beschadigd door de Northridge-aardbeving, waardoor nieuwe herstellingswerken zich opdrongen. Sinds juni 2005 is de woning opnieuw opengesteld voor het publiek.